# Агустин Товар (стадион)
Агусти́н Това́р (исп. Estadio Agustín Tovar), также известный как Ла-Кароли́на (исп. La Carolina) — футбольный стадион в Венесуэле, расположенный в городе Баринас, административном центре одноимённого штата. Вместимость стадиона составляет 24 396 зрителей. На «Агустине Товаре» выступает четырёхкратный чемпион Венесуэлы — футбольный клуб «Самора».

## История
Старый стадион в Баринасе был заложен в 1955 году и спустя год открылся Олимпийский стадион «Ла-Каролина». В 1993 году «Ла-Каролина» была реконструирована, вместительность увеличилась с 5 до 12 тыс. зрителей. В 2001 году стадиону было дано название «Агустин Товар», в честь Рафаэля Агустина Товара (1928—1925) — уроженца Баринаса, ставшего первым венесуэльским тренером, получившим высшее образование в области тренировок футболистов, боксёров, легкоатлетов и волейболистов. Также он был министром спорта штата Баринас и основателем футбольного клуба «Самора».
В рамках подготовки к Кубку Америки 2007 года правительство штата Баринас получило инвестиции в размере 60 млн долларов США (по другим данным, 65 млн долларов). В связи с тем, что стадион не соответствовал минимальным требованиям КОНМЕБОЛ по вместимости (20 тыс. зрителей), «Агустин Товар» было решено кардинально перестроить и увеличить число зрителей до более чем 24 тысяч. Через год, несмотря на ряд задержек, план был реализован. Архитектором проекта был Рикардо Массей.
В матче открытия обновлённой арены «Агустин Товар» 25 июня 2007 года сыграли молодёжная сборная Венесуэлы и молодёжная сборная штата Баринас.
Арена была построена к Кубку Америки, который в 2007 году впервые в истории организовывала Венесуэла. В рамках Кубка Америки 2007 в Баринасе состоялась одна игра:
- 2 июля 2007. Группа A.  США —  Парагвай — 1:3

## Спортивные соревнования
- Кубок Америки 2007